# George Burdi
George Burdi, alias George Eric Hawthorne (1970 - ), est un citoyen canadien qui devint célèbre en créant la branche canadienne de l'Église du Créateur, une organisation suprémaciste blanche affiliée à d'autres organisations néonazies. Burdi était également très présent sur la scène musicale suprémaciste avec son groupe RaHoWa et son label Resistance Records, vendu par la suite à William Luther Pierce.
Inculpé pour coups et blessures, il écopa d'une année de prison. À sa sortie, Burdi renonça un certain temps au racisme et forma un groupe musical ethniquement hétérogène, NovaCosm.